# Coleophora achaenivora
Coleophora achaenivora é uma espécie de mariposa do gênero Coleophora pertencente à família Coleophoridae.